# 李畋镇
李畋镇，原名南桥镇，是中华人民共和国湖南省株洲市醴陵市下辖的一个乡镇级行政单位。

## 行政区划
南桥镇下辖以下地区：
南园社区、东塘村、潼塘村、将塘村、清水村、南桥村、大坪村、星湖村、裕民村、凤形村、明兰村、石溪村、洪源村、花麦村、星火村和新树村。